# Irene Jerotich Kosgei
Irene Jerotich Kosgei (* 8. September 1974) ist eine kenianische Marathonläuferin. 
2004 siegte sie beim Halbmarathonbewerb des Würzburg-Marathons und wurde jeweils Dritte bei den 25 km von Berlin, beim Bredase Singelloop und beim Reims-Marathon. 2005 wurde sie jeweils Vierte beim Berliner Halbmarathon sowie beim Ruhrmarathon und Zweite beim Nairobi-Marathon. 2006 folgte jeweils dritten Plätzen beim Alexander-der-Große-Marathon und beim Portugal-Halbmarathon der Sieg beim Nairobi-Marathon.
2007 wurde sie Fünfte beim Paris-Marathon und Sechste in Reims, 2008 Zweite in Nairobi.
2009 gewann sie den Tiberias-Marathon, wurde Dritte beim Ottawa-Marathon und gewann erneut in Nairobi. Im Jahr darauf wurde sie Zweite beim CPC Loop Den Haag und gewann bei den Commonwealth Games in Neu-Delhi die Goldmedaille, obwohl sie an einer Verpflegungsstation mit einer Konkurrentin kollidiert war und sich das Knie aufgeschlagen hatte. Sie war damit die erste Kenianerin, die den Marathon bei dieser Veranstaltung für sich entscheiden konnte. Zum Saisonabschluss gewann sie den Singapur-Marathon.
2011 wurde sie Fünfte beim Daegu-Marathon, kam bei den Leichtathletik-Weltmeisterschaften in Daegu auf den 13. Platz und verteidigte ihren Titel in Singapur. 2012 folgten Siege beim Mailand-Marathon und in Singapur.
2013 wurde sie Fünfte in Mailand, 2015 Elfte in Nairobi.

## Persönliche Bestzeiten
- 3000 m: 9:07,90 min, 31. Mai 2004, Rehlingen
- 5000 m: 15:37,30 min, 2. Juli 2004, Warstein
- Halbmarathon: 1:11:17 h, 14. März 2010, Den Haag
- Marathon: 2:28:57 h, 25. Oktober 2009, Nairobi